# Liste der Kulturdenkmale in Waltershausen-Schnepfenthal

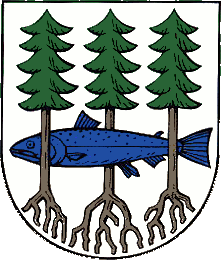

Die Liste der Kulturdenkmale in Schnepfenthal enthält die Kulturdenkmale, die am 29. Juni 2023 in der Denkmalliste der unteren Denkmalschutzbehörde des Landkreises Gotha zu Schnepfenthal, Ortsteil von Waltershausen, einschließlich dem Ortsteil Rödichen verzeichnet waren.

## Legende
- Bild: zeigt ein Bild des Kulturdenkmals und gegebenenfalls einen Link zu weiteren Fotos des Kulturdenkmals im Medienarchiv Wikimedia Commons
- Bezeichnung: Name, Bezeichnung oder die Art des Kulturdenkmals
- Lage: Wenn vorhanden Straßenname und Hausnummer des Kulturdenkmals; Grundsortierung der Liste erfolgt nach dieser Adresse. Der Link Karte führt zu verschiedenen Kartendarstellungen und nennt die Koordinaten des Kulturdenkmals.
 Kartenansicht, um Koordinaten zu setzen – in dieser Kartenansicht sind Kulturdenkmale ohne Koordinaten mit einem roten bzw. orangen Marker dargestellt und können in der Karte gesetzt werden. Kulturdenkmale ohne Bild sind mit einem blauen bzw. roten Marker gekennzeichnet, Kulturdenkmale mit Bild mit einem grünen bzw. orangen Marker.
- Datierung: gibt das Jahr der Fertigstellung beziehungsweise das Datum der Erstnennung oder den Zeitraum der Errichtung an
- Beschreibung: bauliche und geschichtliche Einzelheiten des Kulturdenkmals, vorzugsweise die Denkmaleigenschaften
- ID: Die ID identifiziert das Kulturdenkmal eindeutig. In Thüringen sind aktuell keine IDs veröffentlicht. In der ID-Spalte kann sich auch folgendes Icon  befinden, dies führt zu Angaben zu diesem Kulturdenkmal bei Wikidata.

## Einzeldenkmale
| Bild                                    | Bezeichnung                       | Lage                      | Datierung | Beschreibung                                                                      | ID |
| --------------------------------------- | --------------------------------- | ------------------------- | --------- | --------------------------------------------------------------------------------- | -- |
| weitere Bilder Fotos hochladen          | Waldfriedhof der Salzmannschule   | Auf der Hardt (Karte)     |           | Waldfriedhof der Salzmannschule                                                   |    |
| weitere Bilder Fotos hochladen          | Kirche einschließlich Ausstattung | Hauptstraße 1 (Karte)     |           | Kirche St. Peter und Paul, verschiefertes Saalkirchengebäude einschl. Ausstattung |    |
| Direkt Bild zu diesem Denkmal hochladen | Wohnhaus                          | Hauptstraße 38            |           | Wohnhaus                                                                          |    |
| weitere Bilder Fotos hochladen          | Ehemaliges Gutshaus               | Reinhardsbrunner Straße 4 |           | Ehemaliges Gutshaus mit Gedenktafel Salzmann                                      |    |

## Sachgesamtheiten
| Bild                           | Bezeichnung                                                                   | Lage                         | Datierung | Beschreibung | ID |
| ------------------------------ | ----------------------------------------------------------------------------- | ---------------------------- | --------- | --- | -- |
| weitere Bilder Fotos hochladen | GuthsMuths-Turnplatz mit Gedenkstein für Johann Christoph Friedrich GutsMuths | Auf der Hardt                |           | GuthsMuths-Turnplatz mit Gedenkstein für Johann Christoph Friedrich GutsMuths, eiserner Gedenktafel für GuthsMuths, eiserner Tafel mit Sportgeräteplan und hölzernen Turngeräten |    |
| weitere Bilder Fotos hochladen | Salzmannsche Erziehungsanstalt                                                | Klostermühlenweg 2-8 (Karte) | 1784      | Erziehungsanstalt mit Hauptgebäude, Reithalle, 2 Häusern, Nebengebäuden, Tempel und Parkanlage                                                                                   |    |